# بلدة لينكولن (مقاطعة إيزابيلا)
لينكولن، مقاطعة إيزابيلا (بالإنجليزية: Lincoln Township, Isabella County, Michigan)‏ هي بلدة تقع بولاية ميشيغان في الولايات المتحدة. تبلغ مساحتها 93.7 (كم²)، وترتفع عن سطح البحر 244 م، بلغ عدد سكانها 1936 نسمة في عام تعداد الولايات المتحدة 2000 حسب إحصاء مكتب تعداد الولايات المتحدة وتصل الكثافة السكانية فيها 20.7 نسمة/كم2.

## وصلات خارجية
- The US50 - Cities and Towns in Michigan State
- Michigan Cities and Towns, Facts, Map, Flag, Colleges, Government, and More